# Palais Rohan (Strasbourg)
 (février 2022).
Pour les articles homonymes, voir Châteaux et palais des Rohan et Palais Rohan (Bordeaux).
Le palais Rohan se situe dans le centre-ville de Strasbourg, Bas-Rhin, à côté de la cathédrale. Il abrite aujourd'hui trois musées, le musée des Arts décoratifs, le musée des Beaux-Arts et le Musée archéologique.
Il fait l’objet d’un classement au titre des monuments historiques depuis le 20 janvier 1920.

## Histoire

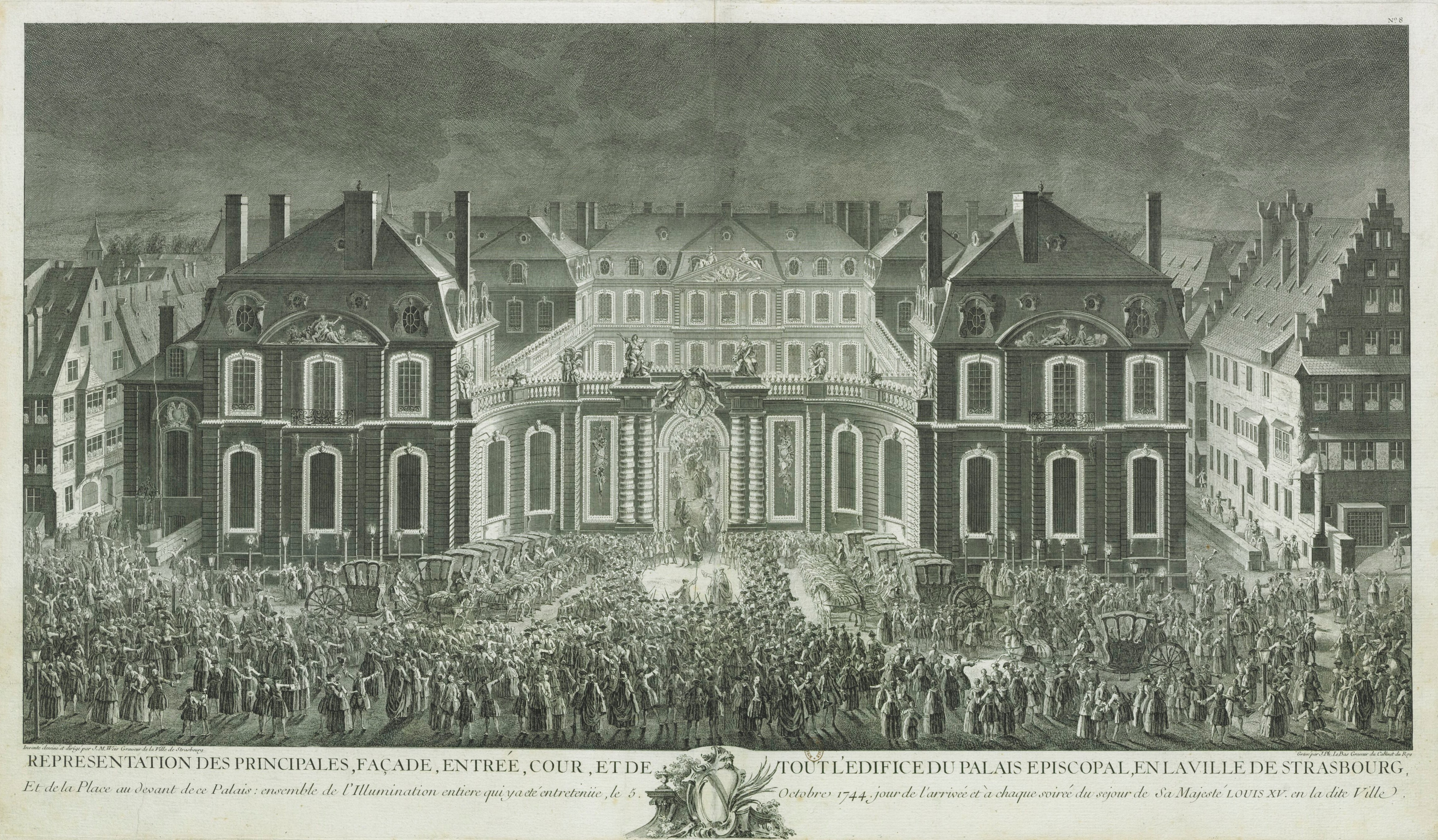
Illumination du palais le 5 octobre 1744 pour l'arrivée de Louis XV.

Ce bâtiment du XVIIIe siècle a été construit entre 1732 et 1742 par l'architecte Robert de Cotte pour le prince-évêque Armand-Gaston-Maximilien de Rohan pour remplacer le précédent palais épiscopal. Il est bâti dans le style classique, devenu à la mode après la conquête française de Strasbourg.
Dès 1704, Armand-Gaston-Maximilien de Rohan fait acheter plusieurs immeubles proches de la cathédrale. En 1727, il fait démolir les vieux bâtiments sur les bords de l'Ill et fait construire le palais. Robert de Cotte élabore les plans, Laurent Gourlade conduit les travaux. Il sera remplacé plus tard par Joseph Massol. Les bâtiments commencés en 1732 furent finis dix ans plus tard.
Pendant la Révolution française, le bâtiment sert de lieu de détention.
Le 21 décembre 1794 consacre l’ouverture solennelle de l’École impériale du Service de santé militaire de Strasbourg destinée à former des Officiers de Santé. Les cours ont lieu au palais Rohan. Après la défaite de 1870, l’école est transférée à Lyon.
Après l'annexion allemande de Strasbourg, le palais abrite les cours de la nouvelle Kaiser-Wilhelms-Universität (université empereur Guillaume) de 1872 jusqu'à l'ouverture du nouveau Palais universitaire en 1884.
Le 3 avril 2009, en marge du sommet de l'OTAN Strasbourg-Kehl 2009, la première rencontre du président de la République française Nicolas Sarkozy et du président américain Barack Obama, nouvellement élu, a eu lieu au palais Rohan.
En 2015, du 26 juin au 29 novembre, la terrasse du palais Rohan accueille les œuvres des lauréats du concours Verre et Architecture, organisé dans le cadre de la Biennale Internationale du Verre.

## Origine du nom actuel
Le palais a pris le nom de « palais Rohan » car quatre prince-évêques issus de la famille de Rohan, se sont succédé au XVIIIe siècle au diocèse de Strasbourg :
- le cardinal Armand-Gaston-Maximilien de Rohan ;
- Armand de Rohan-Soubise (petit-neveu du précédent) ;
- le cardinal Louis-Constantin de Rohan (cousin du premier) ;
- le cardinal Louis-René de Rohan (neveu du précédent, compromis dans l'affaire du collier de la reine).

## Architecture
Le visiteur pénètre dans la cour d’honneur en passant par le grand portail, véritable arc monumental surmonté de statues représentant la Clémence et la Religion. La cour d’honneur donne à gauche et à droite sur les bâtiments administratifs et utilitaires du palais. Le corps principal est à deux étages, le rez-de-chaussée était réservé à l’évêque, l’étage à son personnel.
La façade principale (côté Ill) est à dix-sept axes (fenêtres), entourant un corps central à quatre colonnes engagées et coiffé d'un fronton triangulaire. À l'ouest se trouve une grande bibliothèque à grande baie appareillée qui atténue la symétrie de l'ensemble. La façade sur cour est plus intime et s'anime de pilastres. Deux ailes courtes en retour abritent les vestibules d'entrée. Au nord, face à la cathédrale, le monumental portail à colonnes s'ouvre entre deux somptueux pavillons d'angle. On estime le coût de l'ensemble à un million de livres, le mobilier à trois cent mille.

Le palais Rohan
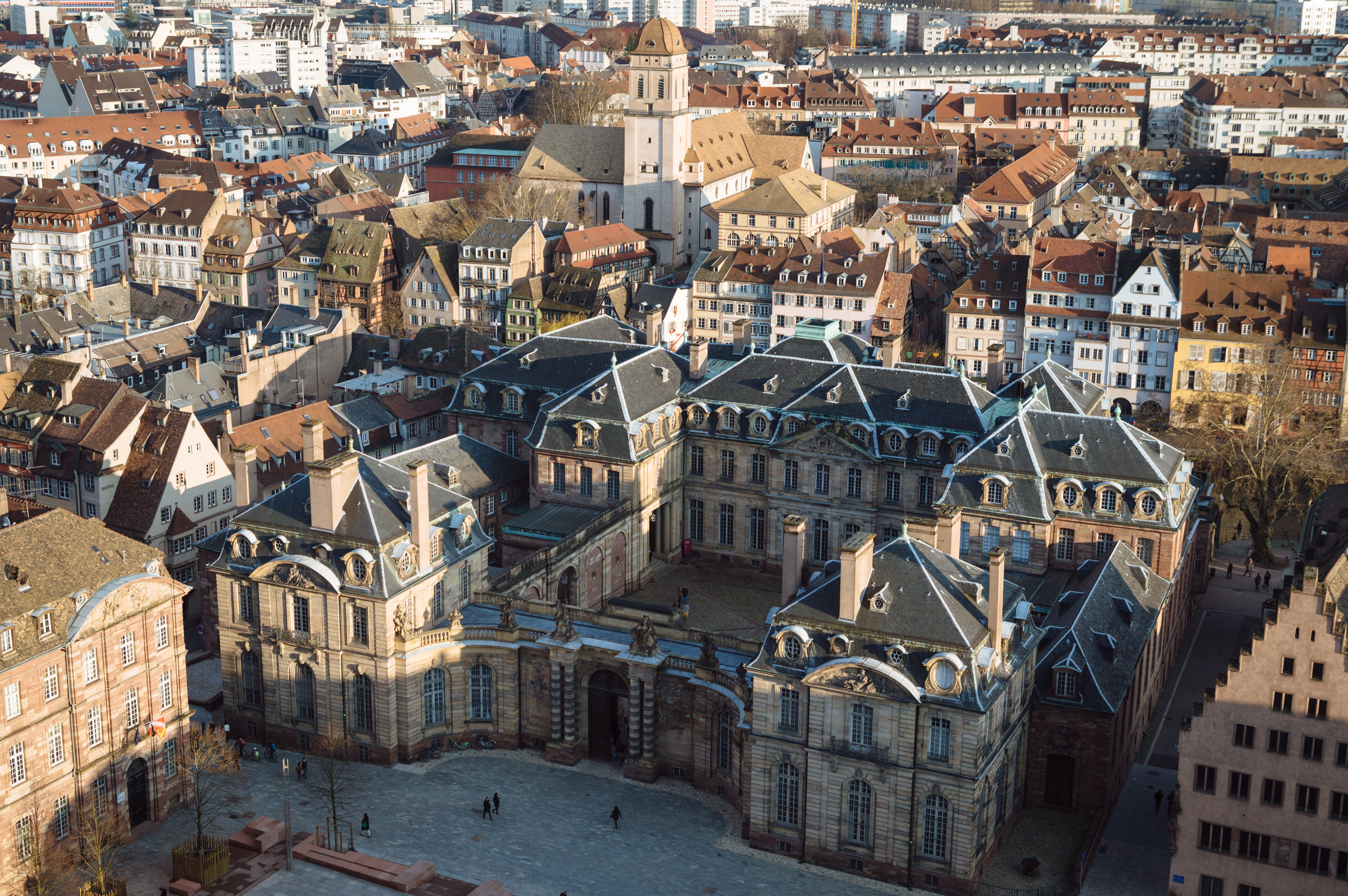
Le palais depuis la cathédrale.
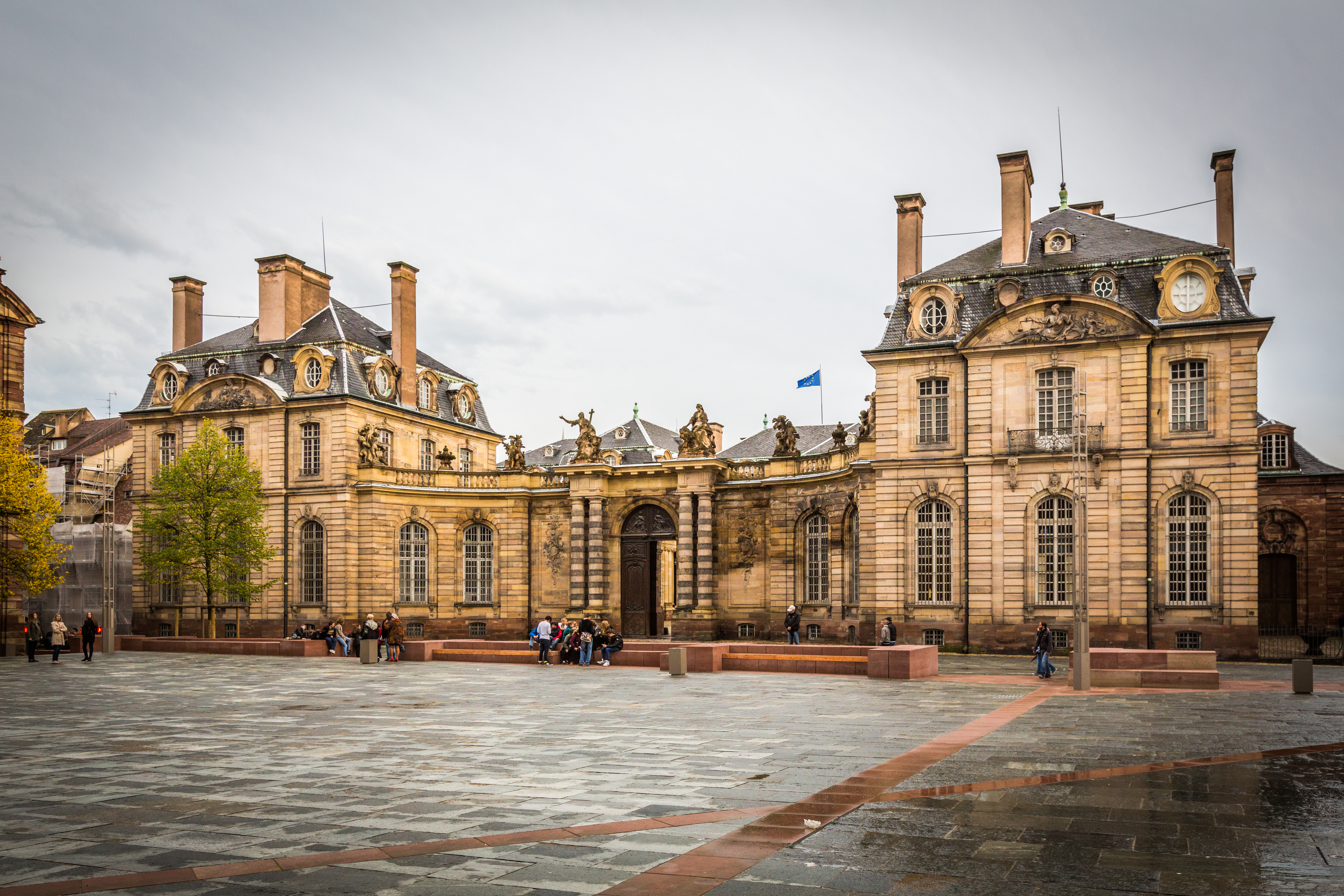
Entrée monumentale.
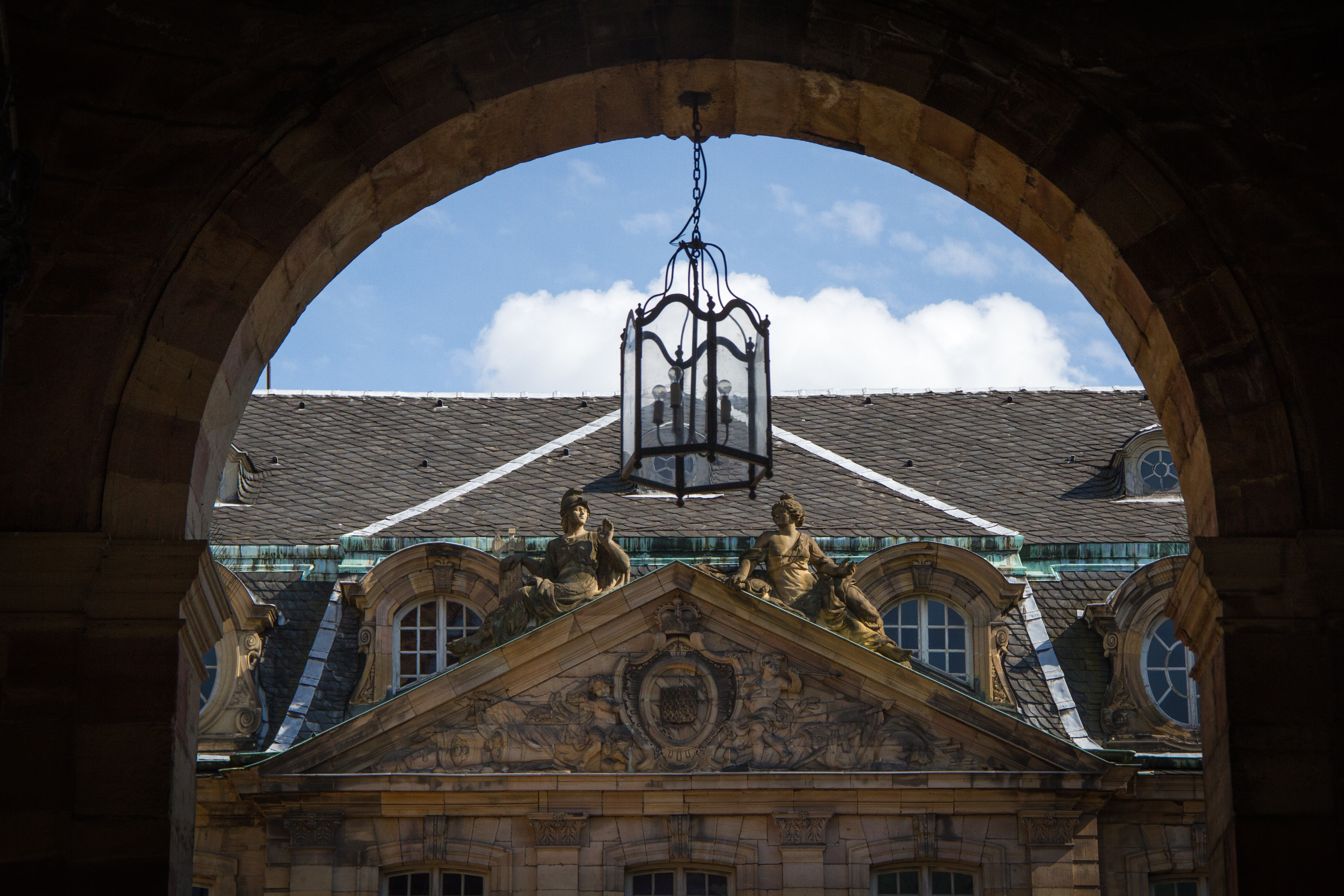
Porche et clocheton.
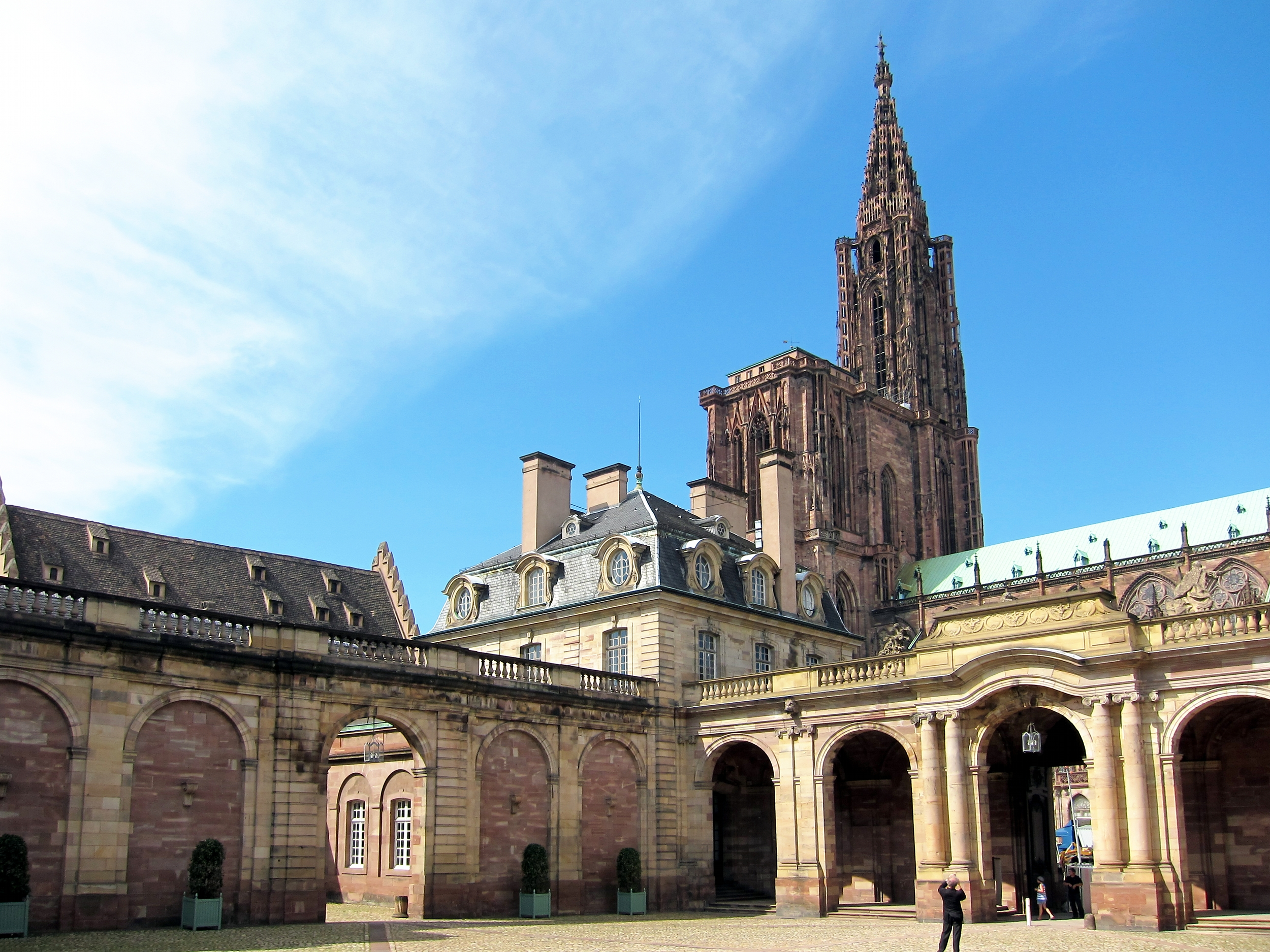
La cathédrale vue depuis la cour du palais.
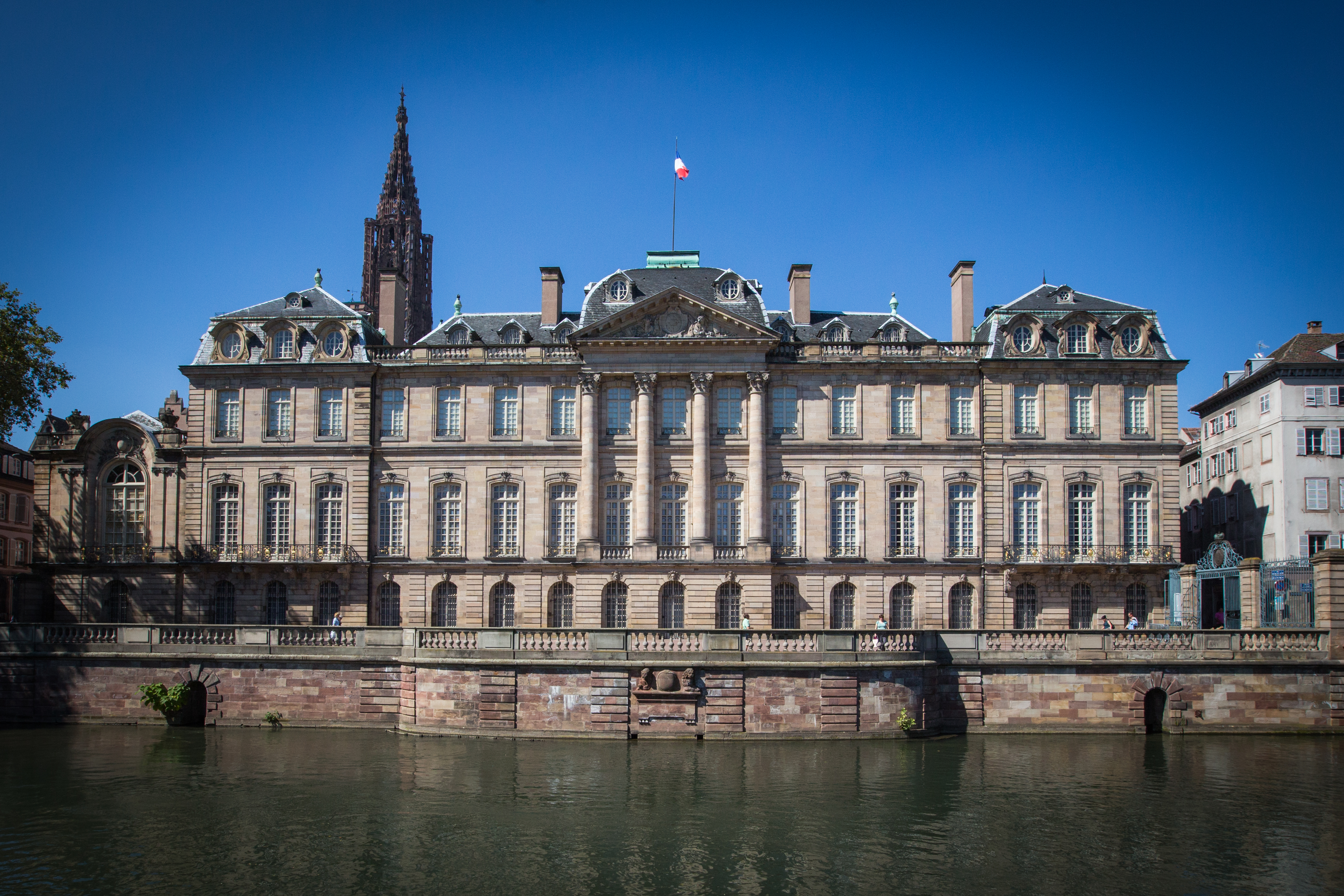
Façade donnant sur les quais de l'Ill.

## Intérieurs

### Grands appartements

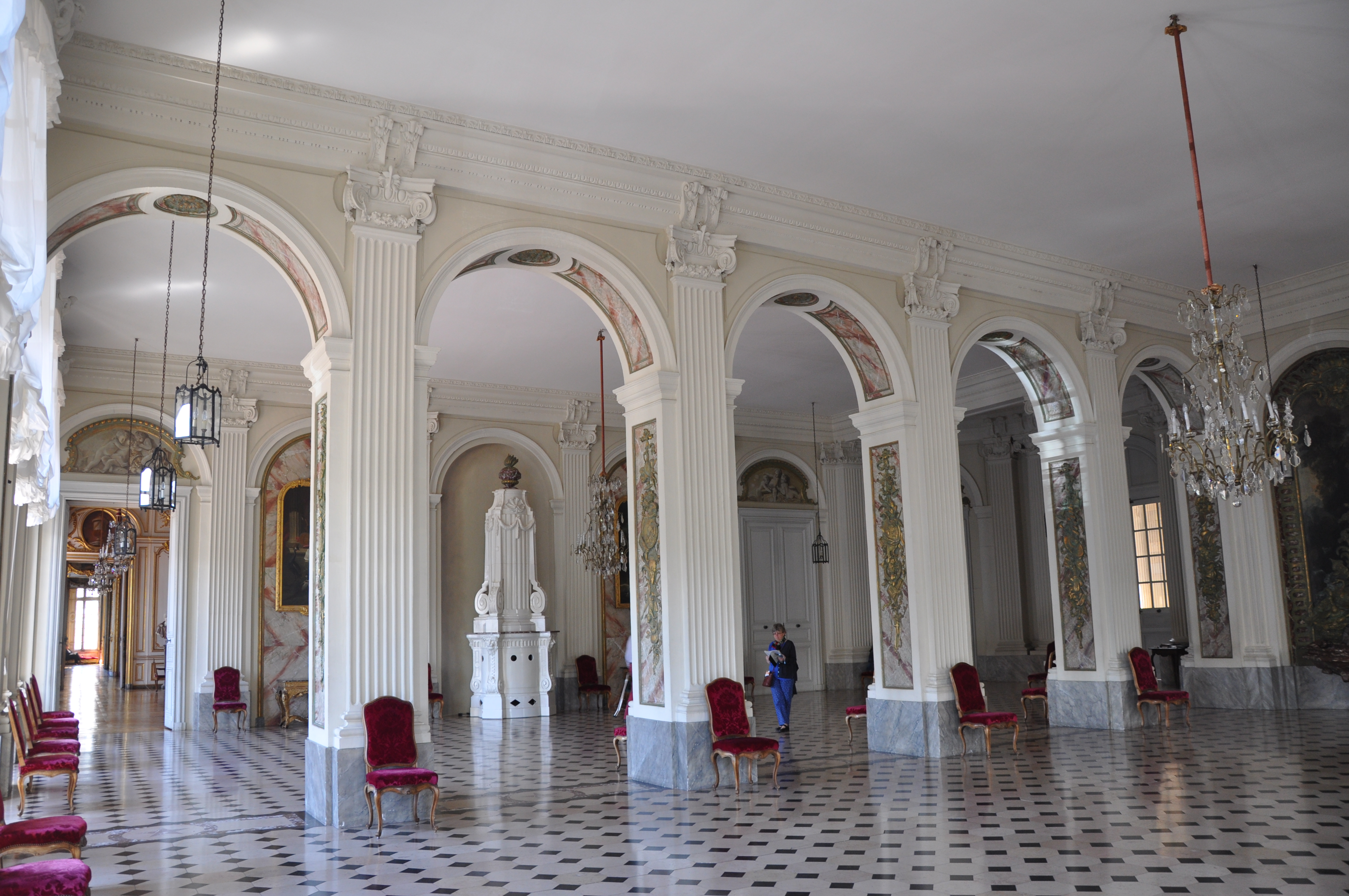
La salle du synode.

Ce sont les appartements de parade réservés au roi ou aux hôtes de marque que le cardinal recevait en son nom. Ils sont orientés au sud, vers la terrasse donnant sur l'Ill.
Salle du synodeLa salle du synode réunit en réalité deux salles jumelles, la Salle des gardes et la Salle à manger séparées par des arcades. Les deux vases à couvercle, en porcelaine de Chine à décor bleu et blanc, datent de la fin de l'époque Ming, soit du milieu du XVIIe siècle, et témoignent, parmi d'autres œuvres présentées, du goût du cardinal pour les arts d'Extrême-Orient.
Salon des évêquesÀ la manière du salon de l'Œil-de-Bœuf de Versailles, le salon des évêques joue le rôle de seconde antichambre avant la chambre du roi. Dans les boiseries blanc et or assez simples étaient enchâssés les portraits des sept prédécesseurs du cardinal et le sien propre. Seul celui-ci a été conservé, les autres ont été détruits en 1773 et furent remplacés plus tard par des allégories dues à Joseph Melling. Le palais ayant été transformé en hôtel de ville et le salon des évêques en salle des séances du conseil municipal, elles incarnent six vertus civiques : La Prudence, La Paix, L'Immortalité, La Concorde, Le Zèle et La Félicité publique. Pour les uns, les couleurs froides et le dessin très sobre marquent l'évolution du peintre —  élève de Boucher — vers un style néo-classique, alors que d'autres jugent ces œuvres « fades ». Contrairement aux tableaux, les huit bustes d'empereurs romains — des copies du XVIIe siècle — ont conservé leur emplacement d'origine voulu par le cardinal.
Chambre du roiConnue sous le nom de chambre du dais sous l'Ancien Régime, c'est une pièce de prestige dont la fonction s'inspire directement de l'étiquette en usage au château de Versailles : servir de cadre à la cérémonie du lever et du coucher du prince. Elle se distingue par ses boiseries en chêne sculpté, peint et doré, et son plafond en stuc de style rocaille. Dans le fond de la pièce, l'alcôve royale fait face aux trois fenêtres donnant sur l'Ill. Elle est encadrée par des colonnes cannelées peintes en faux marbre, surmontées de chapiteaux corinthiens et reliées par une balustrade blanc et or. Trois tapisseries faisant partie de L'Histoire de Constantin — une suite de huit tapisseries d'après des cartons de Rubens présentes dans l'ensemble des grands appartements — ornent le fond de l'alcôve. Acquises par le cardinal de Rohan en 1738, elles sont issues des ateliers parisiens du faubourg Saint-Marcel. Les tableaux des trumeaux d'entre-fenêtres sont des originaux de Pierre-Ignace Parrocel, un peintre issu d'une grande famille d'artistes avignonnais que le cardinal ramena en 1740 de Rome où le jeune homme se formait. Ces œuvres représentent Jésus et la Samaritaine et La Tentation du Christ.
Salon d'assembléeLa grande tapisserie murale fait partie de la suite des huit tapisseries L'Histoire de Constantin décorant les grands appartements, elle représente La Bataille du Pont-Molle (ou bataille du pont Milvius).
BibliothèqueQuatre autres tapisseries illustrant la vie de Constantin représentent Le Mariage de Constantin, L'Apparition du Chrisme, Sainte Hélène et la Vraie Croix et Le Baptême de Constantin. Deux portraits de monarque en costume de sacre — Louis XIV et Louis XV — se font face. Ce sont des copies d'œuvres de Hyacinthe Rigaud, réalisées par Pierre Legendre. Le buste est celui du cardinal de Rohan, exécuté par Edmé Bouchardon en 1730.
ChapelleLa chapelle est contiguë à la bibliothèque. Elle est dotée d'un décor de scagliola polychrome et de trois copies d'après Le Corrège confiées à Robert de Séry (1686-1733) : La Nativité, La Vierge avec saint Jérôme et sainte Madeleine et Le repos pendant la fuite en Égypte (1724). Le tapis, d'inspiration turque, a été achevé par la manufacture d'Aubusson en 1743. Il porte les armes du cardinal de Rohan.

Les grands appartements.
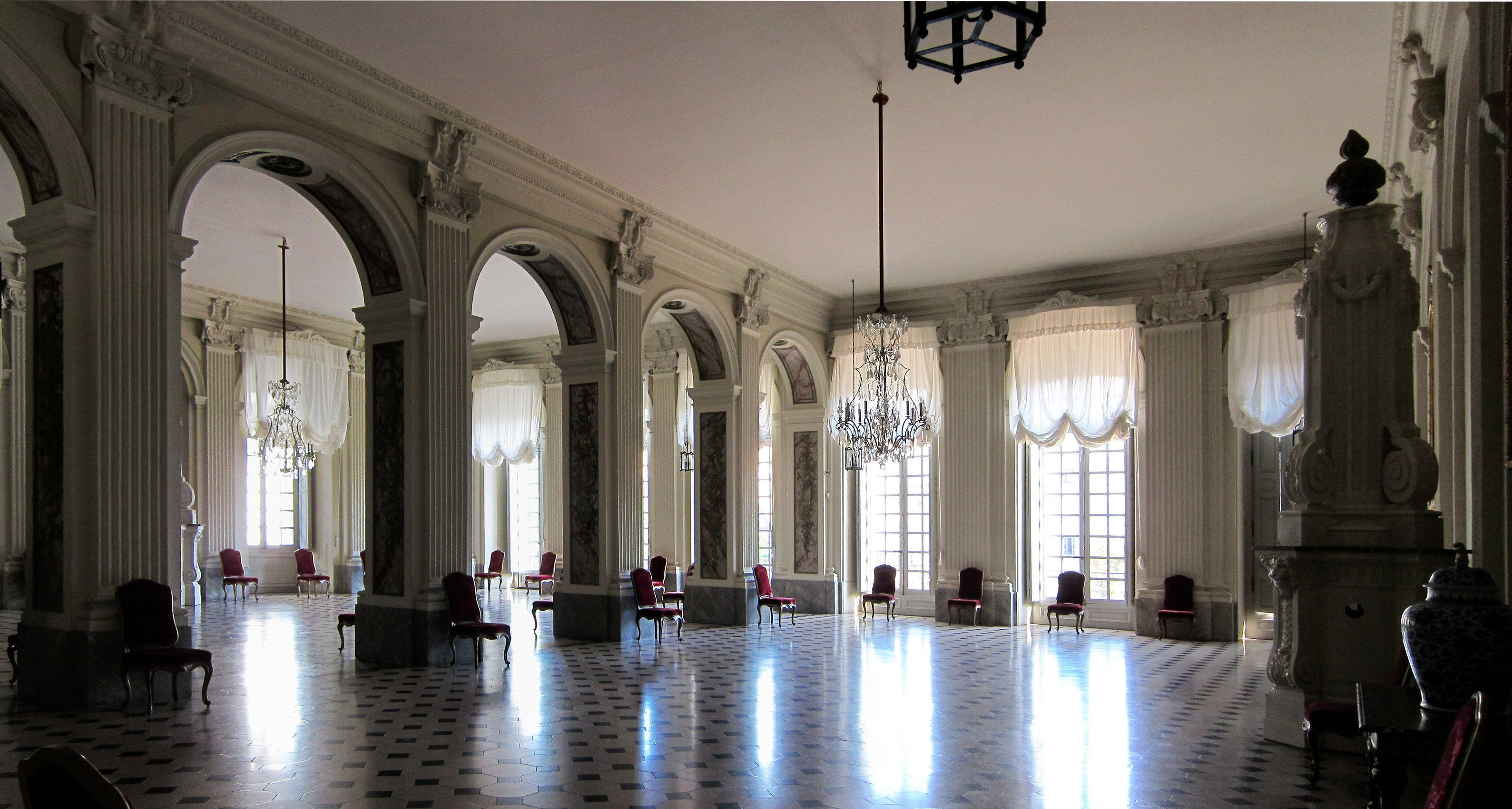
Salle du synode.
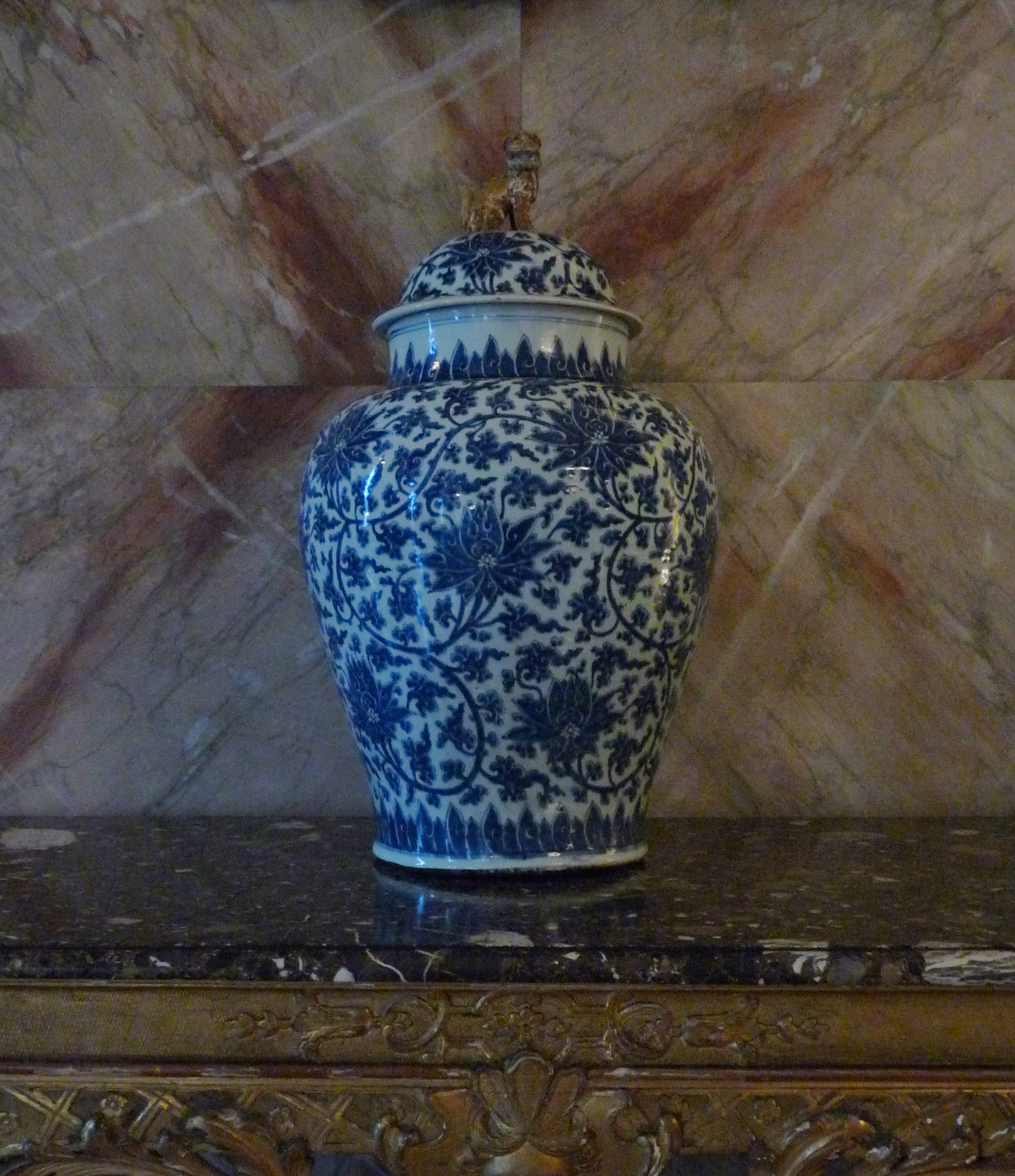
Vase Ming.
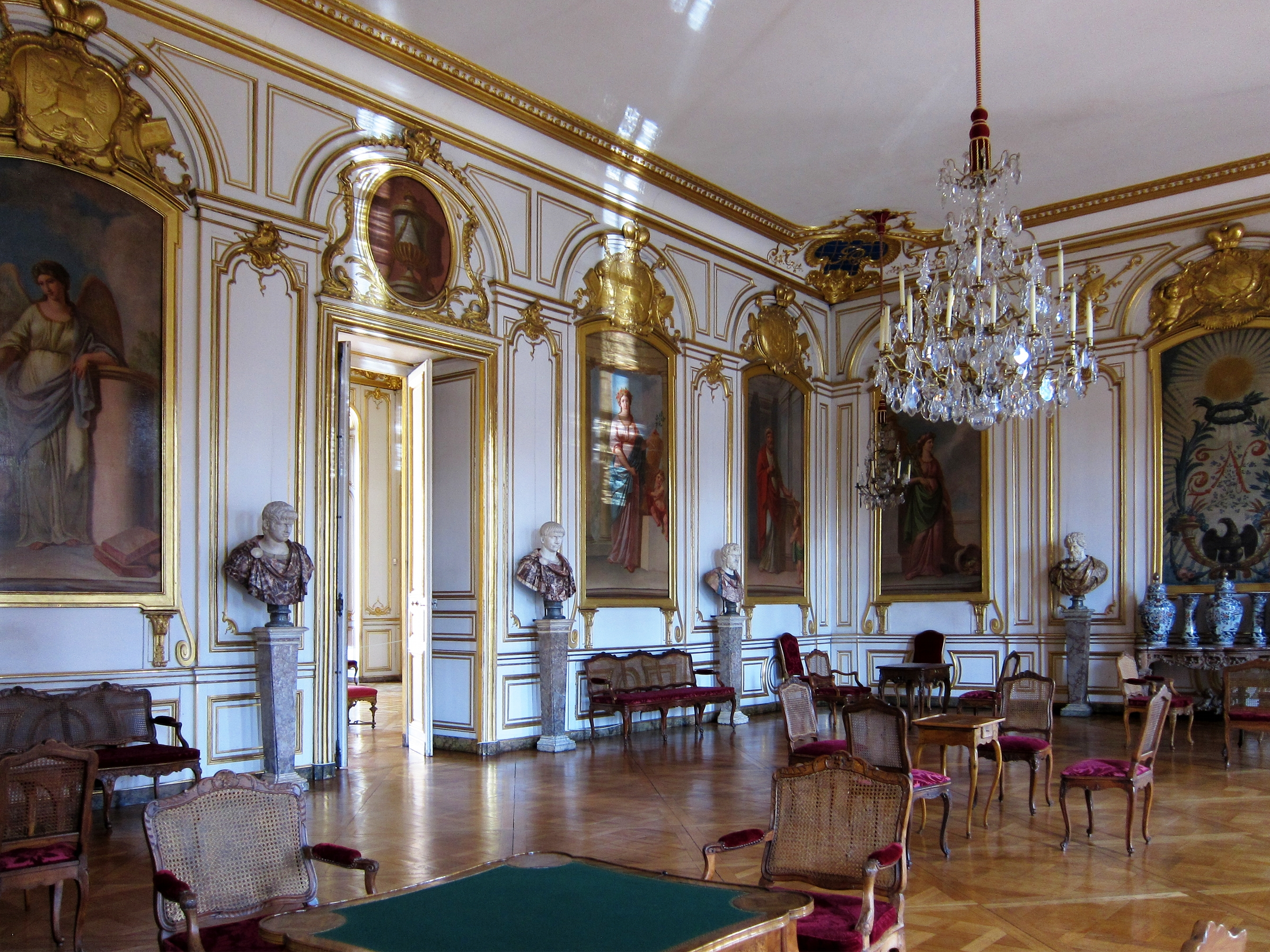
Salon des évêques.
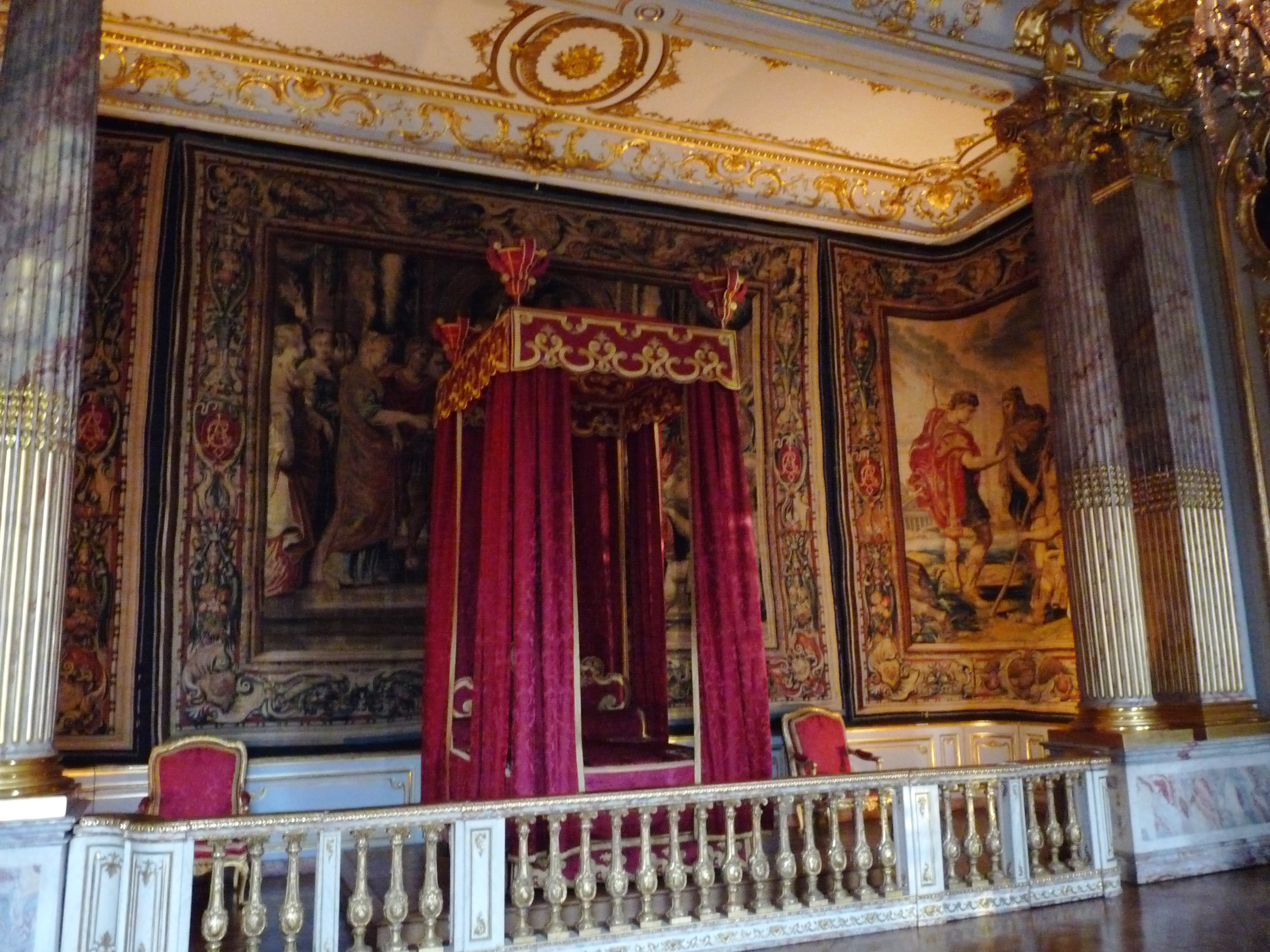
Chambre du roi.
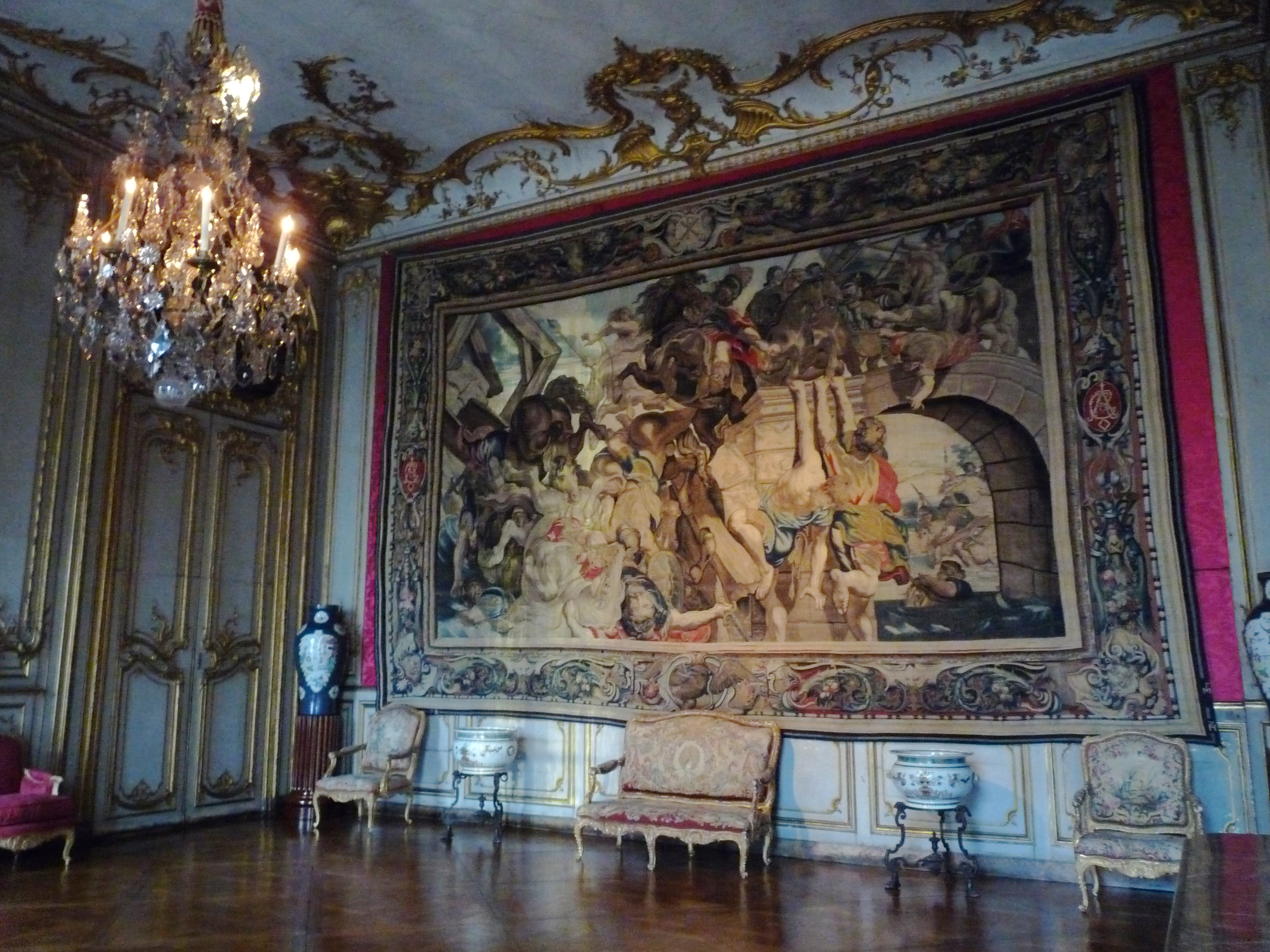
Salon d'Assemblée.
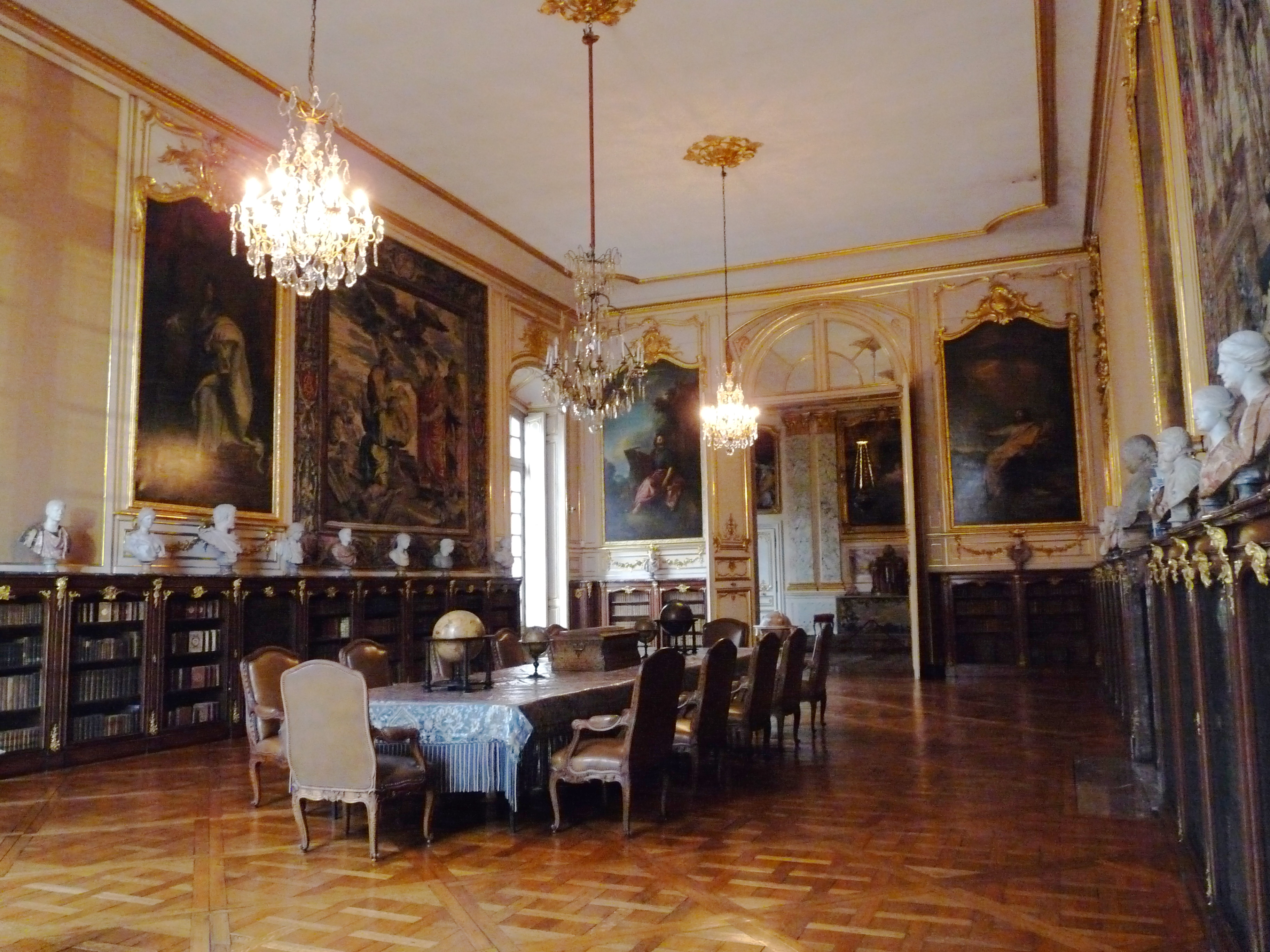
Bibliothèque.
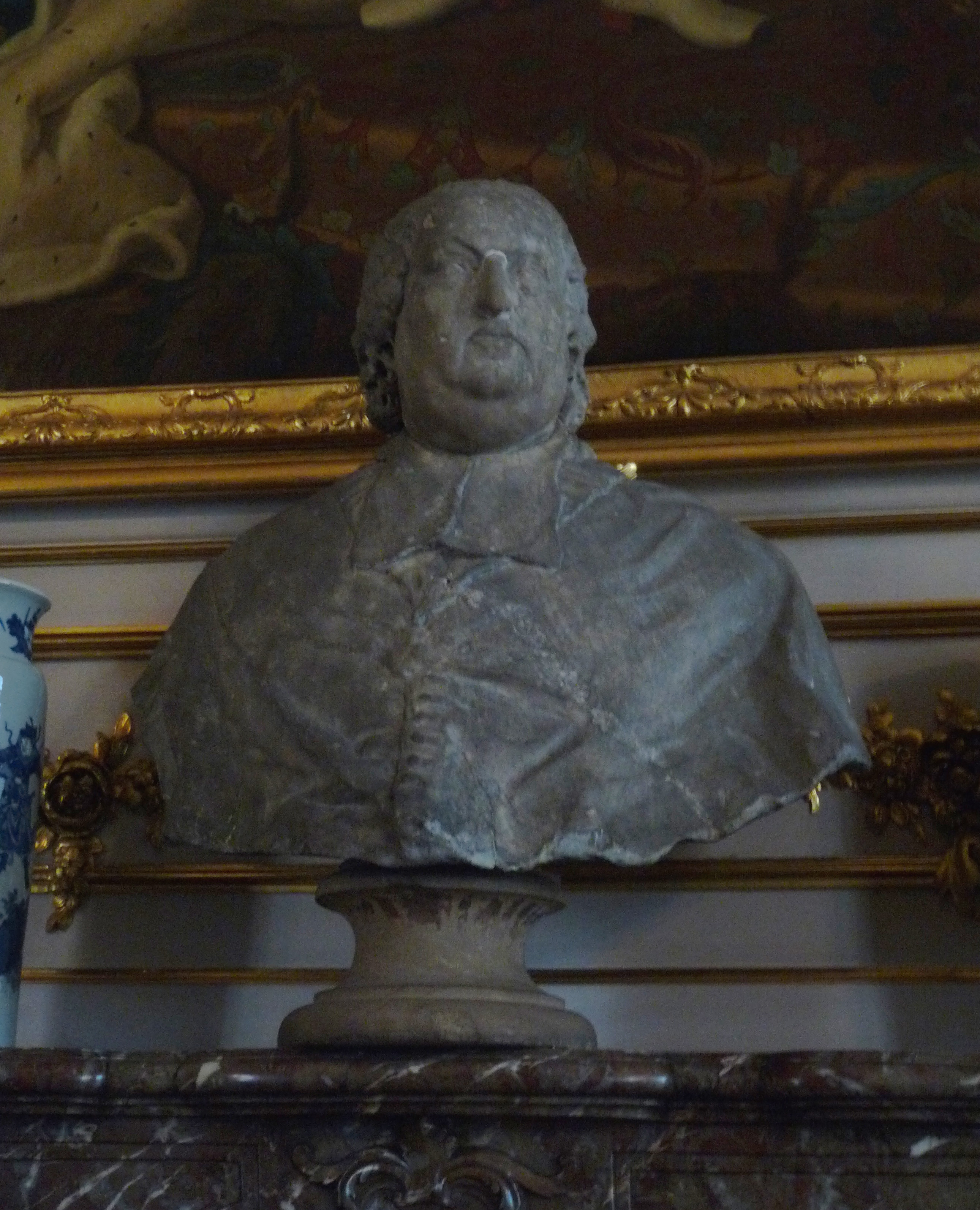
Buste du cardinal de Rohan par Edmé Bouchardon.
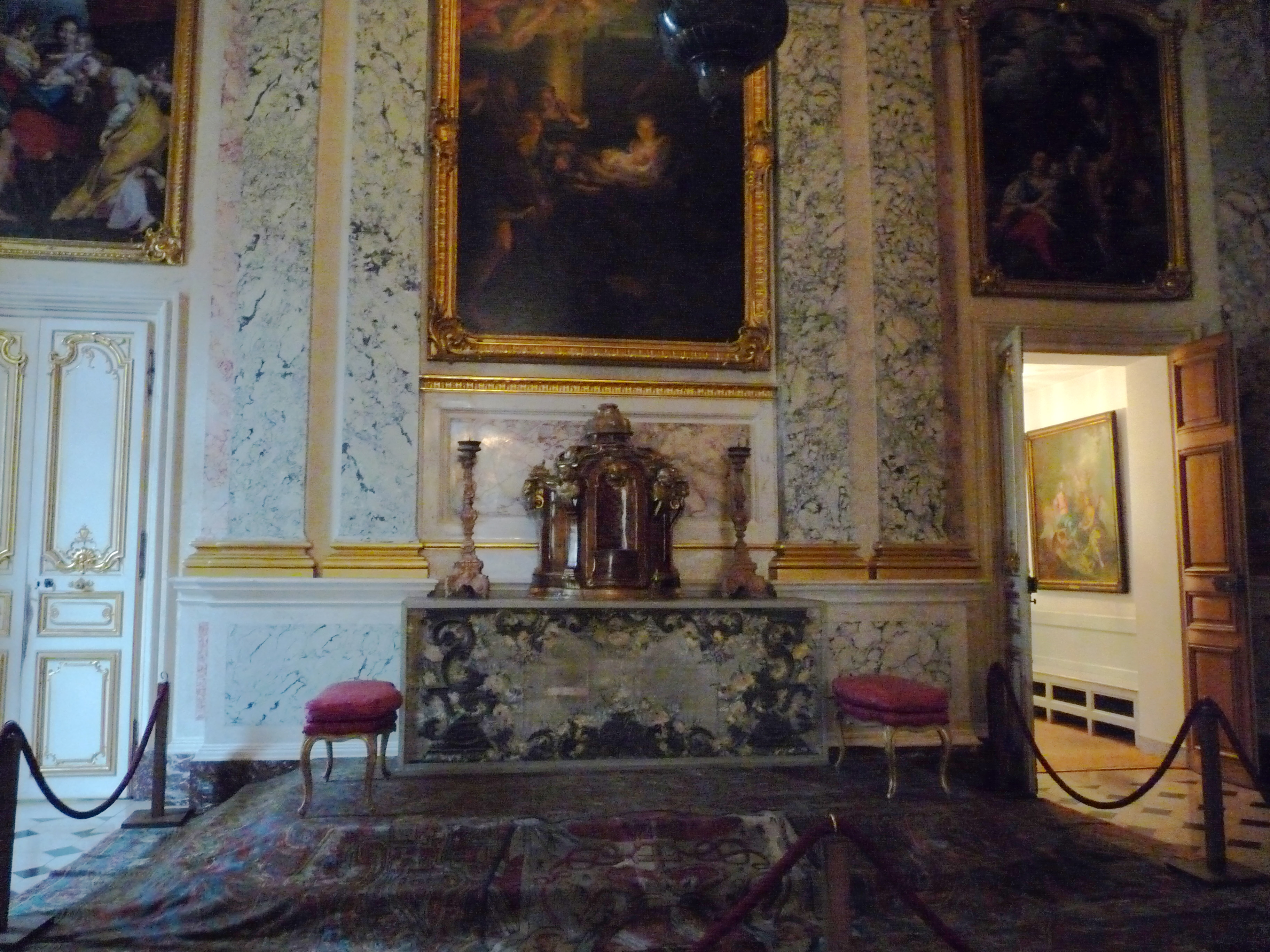
Autel de la chapelle.

### Petits appartements
Les appartements du prince-évêque sont orientés vers le nord, du côté de la cour d'honneur.
Antichambre du prince-évêqueCette pièce a servi d'antichambre à l'appartement privé sous les cardinaux, puis de petite salle à manger sous l'Empire. Sévèrement endommagée lors du bombardement de 1944, elle a fait l'objet d'importants travaux de restauration et n'a pas conservé son mobilier. En particulier, l'ancien poêle a été remplacé par un poêle en faïence analogue, en forme d'obélisque, issu de la manufacture strasbourgeoise Acker vers 1771.
Chambre à coucher de Napoléon IerD'abord cabinet du prince-évêque, cette pièce prit le nom de « chambre à coucher de Napoléon Ier » sous l'Empire. Plusieurs hôtes de marque y auraient séjourné : Napoléon en 1805, 1806 et 1809 ; Charles X du 7 au 8 septembre 1828 ; le roi-citoyen Louis-Philippe du 18 au 21 juin 1831. Du nouveau mobilier conçu par Jacob-Desmalter en 1807, il ne subsiste que le lit. En 1809, l'ébéniste parisien réalisa également les sièges qui meublèrent d'abord le salon de compagnie de l'impératrice au premier étage. Selon la même source, l'empereur n'aurait de fait jamais occupé cette chambre.
Cabinet de l'hôtel OesingerRestaurées, les boiseries proviennent du premier étage de la maison habitée au XVIIIe siècle par l'industriel François-Daniel Oesinger au 140, Grand-Rue. La cheminée est celle du salon de la maison où vécut le professeur Christophe-Guillaume Koch au 8, quai Finkwiller. Le tapis fut confectionné en Anatolie de l'Est au XVIIe siècle. Le portrait est celui de Nicolas François Coliny (1710-1776), médecin à Strasbourg ; il est dû à Charles-Alexis Huin (1735-1796) à Strasbourg en  1773.
Les pièces principales de cette suite épiscopale sont complétées par des garde-robes, des lieux d'aisance et un escalier de dégagement qui communique avec la chapelle.

Les petits appartements
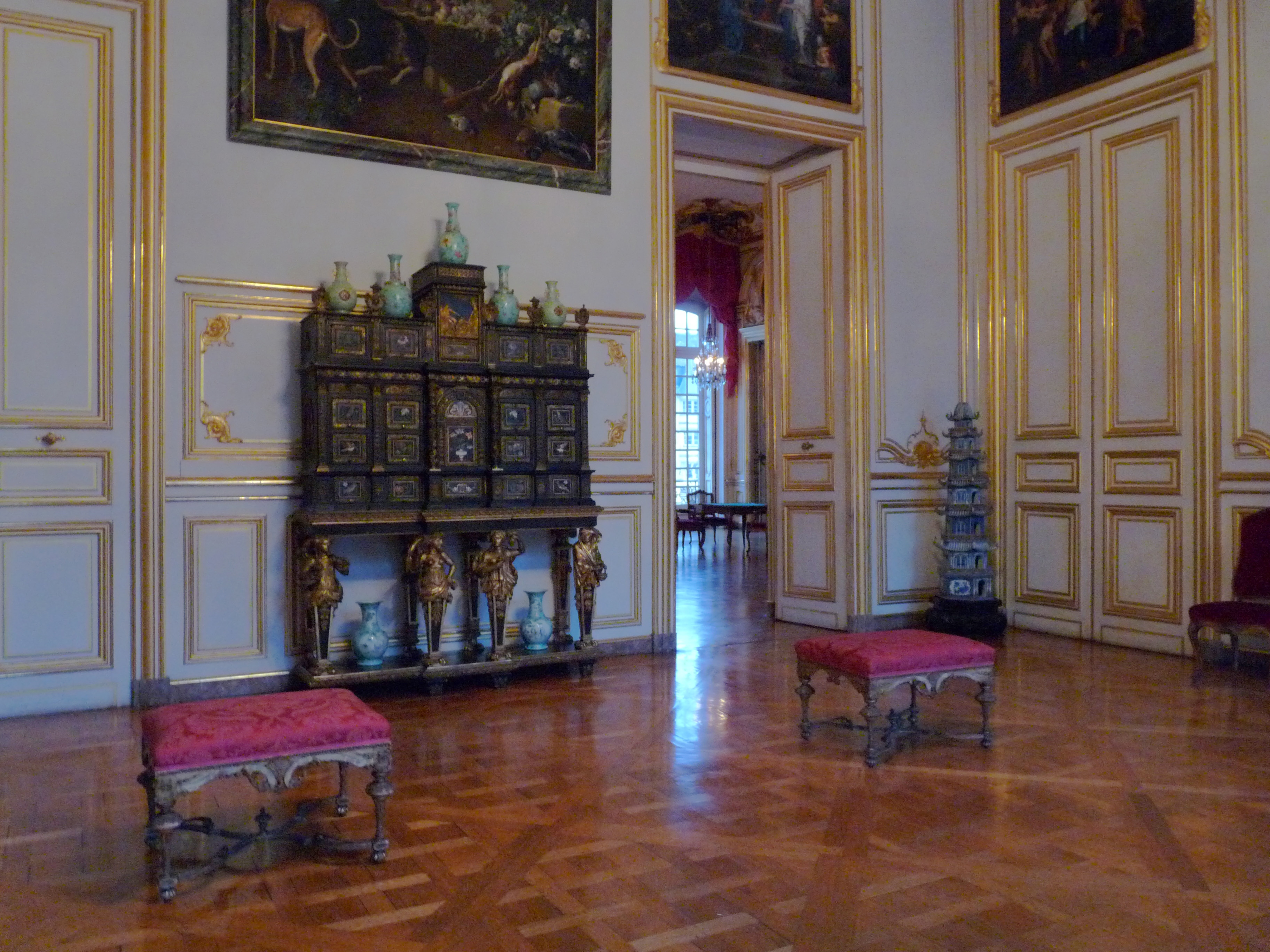
Antichambre du prince-évêque.
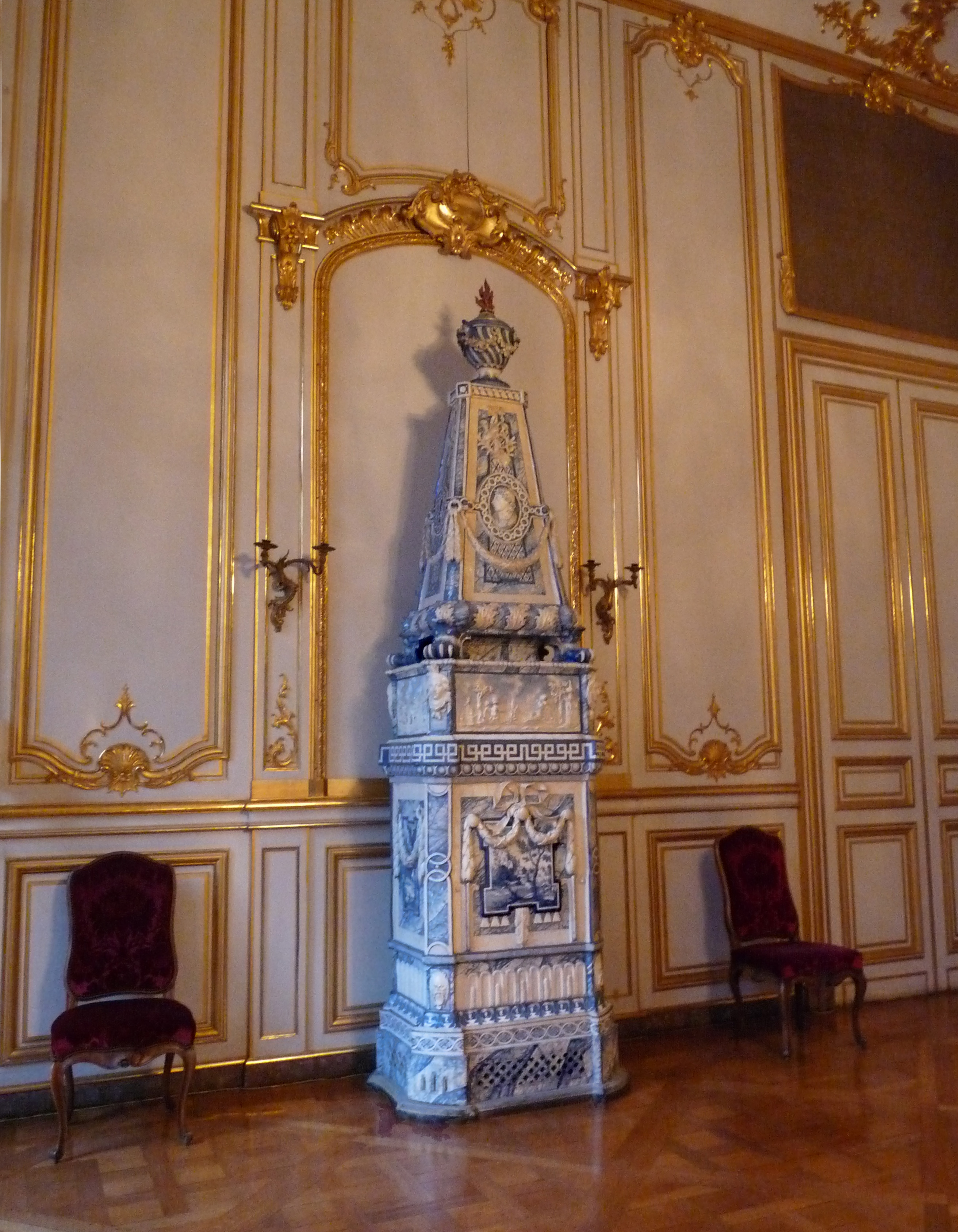
Poêle en faïence Acker (vers 1771).
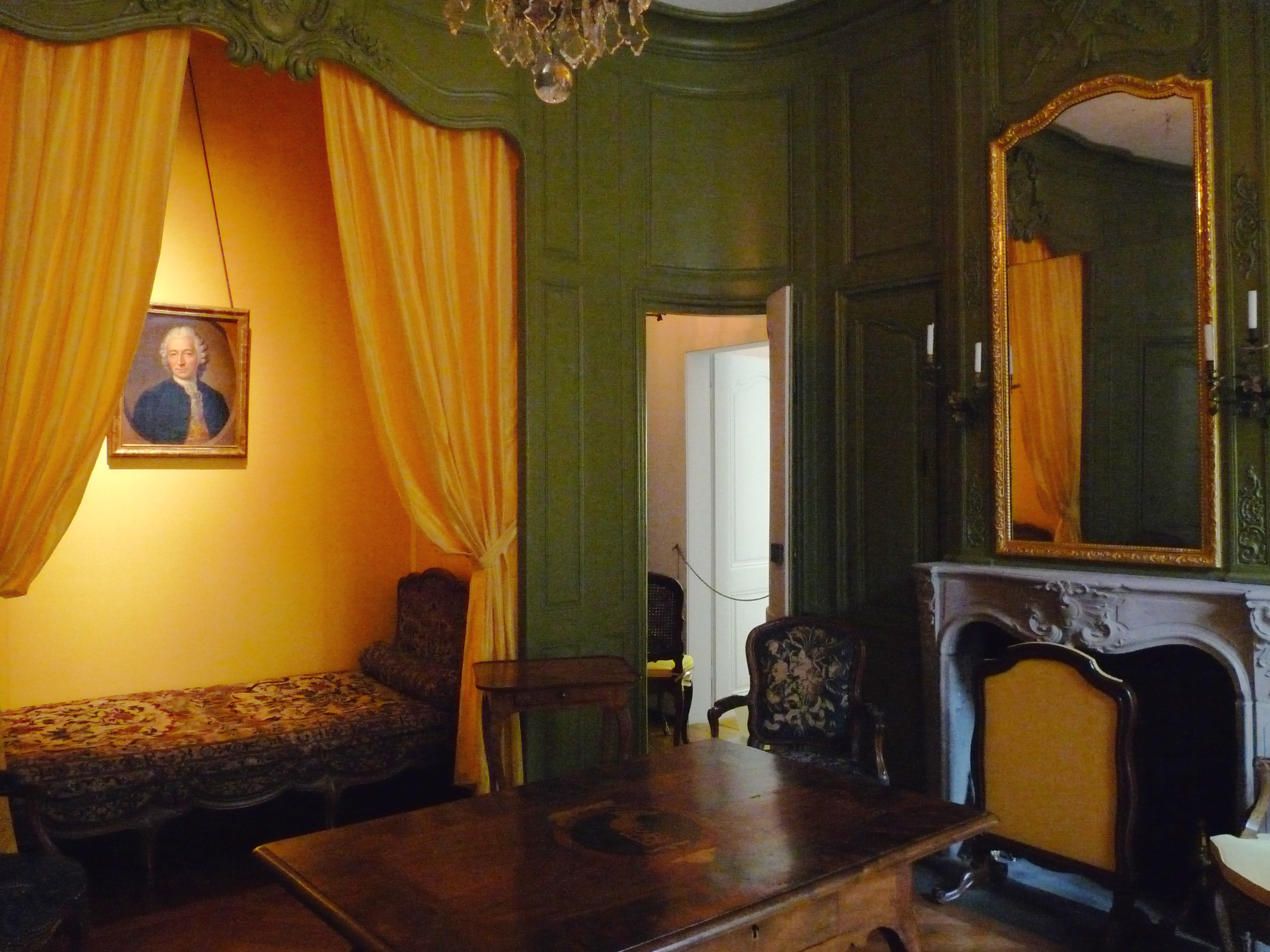
Cabinet de l'hôtel Oesinger.

## Musées
Le palais Rohan abrite aujourd’hui trois musées différents en sus du palais en lui-même : 
- le musée des Arts décoratifs contient, d'une part, les appartements royaux et cardinalices d'origine et, d'autre part, une collection de céramiques, de pièces d'orfèvrerie et de mobilier, ainsi qu'une salle d'horlogerie présentant des vestiges de la première ou de la seconde horloge astronomique de la cathédrale de Strasbourg ;
- le musée des Beaux-Arts, qui présente une très belle collection de peintures du XIVe au XIXe siècle (Botticelli, Giotto, Memling, El Greco, Canaletto, Le Corrège, Corot, Van Dyck, Goya, Rubens…) ;
- le Musée archéologique, installé depuis la fin du XIXe siècle dans le sous-sol du palais Rohan. Ce musée est un des plus riches de France dans son domaine, celui des « Antiquités nationales ». Rouvert en 1992 après un réaménagement muséographique complet de ses collections, il propose de découvrir le passé le plus lointain de l’Alsace, de la préhistoire (600000 av. J.-C.) à l’aube du Moyen Âge (800 apr. J.-C.).